# جوهانس كريستيانسن
جوهانس كريستيانسن هو سياسي نرويجي، ولد في 17 أكتوبر 1850، وتوفي في 15 يوليو 1913. نشط حزبياً في الحزب الليبرالي.

## مناصب
- انتخب نائب عضو برلمان النرويج  [لغات أخرى]‏ عن دائرة Smaalenenes amt ‏ خلال فترته النيابية ‏ (1892 – 1894).
- انتخب نائب عضو برلمان النرويج  [لغات أخرى]‏ عن دائرة Smaalenenes amt ‏ خلال فترته النيابية ‏ (1886 – 1888).
- انتخب mayor of Skiptvet ‏ (1888 – 1 يوليو 1889).
- انتخب عضو برلمان النرويج  [لغات أخرى]‏ عن دائرة Smaalenenes amt ‏ خلال فترته النيابية ‏ (1900 – 1903).